# Itō Kanju
Pour les articles homonymes, voir Itō et Ito.
Itō Kanju est un  joueur de shogi japonais né dans la quatrième année de l'ère Kyōhō (1718-1719) et mort le 1er octobre 1760. Il reçut le titre de Meijin à titre posthume.

## Biographie
Itō Kanju, était le cinquième fils de Itō Soin., deuxième génération de la famille Ito, une des trois familles de maîtres shogi.  Ses frères aînés étaient Itatsu (1698-1712) et Inju (1706-1761) qui prit plus tard le nom de Sokan II.
À cinq ans, en 1723, Ito Kanju perdit son père et fut adopté par son frère Inju (Sokan II).
Itō Kanju devint célèbre pour les problèmes de tsume shogi. Ses créations ont été réunies dans un recueil Diagrammes de shogi (Shgi Zuko), également appelé Shogi, les cent meilleurs schémas.
Il est mort en août 1760 et son frère aîné Sokan II est mort l'année suivante en avril 1761.
Il reçut le titre de Meijin (grand maître du shogi) à titre posthume.

## Prix Kanju
Le prix Kanju qui porte son nom est décerné au meilleur problème de tsume shogi de l'année.